# Фиат Тальеро
Фиат Тальеро (итал. Fiat Tagliero) — здание автозаправочной станции в Асмэре (Эритрея), выполнена в футуристическом архитектурном стиле. Строительство было завершено между 1916—1923 годами по проекту итальянского архитектора Джакомо Матте-Трукко и было одним из первых зданий такого размера, в котором в значительной степени использовался железобетон.
С самого начала задумана как простая АЗС, здание было построено архитектором в виде самолёта. Здание состоит из центральной башни, где размещаются офисные помещения, кассы и магазин. Башня поддерживает пару 15 метровых консольных крыльев с железобетона. Хотя это был оригинальный дизайн итальянского мастера, местные власти в то время утверждали, что каждое крыло должно быть поддержано столбами. Местные жители так и считали, что эти крылья по замыслу самого архитектора должны были поддерживаться колоннами, но найденные в 2001 году чертежи здания подтвердили оригинальность замысла архитектора. По городской легенде мастер забрался на крышу и угрожал покончить жизнь самоубийством, если крылья упадут без поддержки. Другая городская легенда утверждает, что Петацци урегулировал спор путём подведения револьвера к виску главного прораба, угрожая убить его, если строители не снесут опоры. Несмотря на все опасения местных, крыша не упала после сноса опор и продолжает стоять уже более 70 лет.
Здание не претерпело повреждений во время многочисленных конфликтов на Африканском роге в XX веке. Здание было отремонтировано в 2003 году и вошло в список I категории архитектурных сооружений Эритреи. Это означает, что ни одна часть здания не может быть скорректирована в любом случае.